# Marie de Juliers-Berg
Marie de Juliers-Berg (née le 3 août 1491 à Juliers et morte le 29 août 1543), est la fille de Guillaume de Juliers-Berg et de Sibylle de Brandebourg.
Issue d'une lignée de princesses allemandes incluant Sibylle de Brandebourg, Sophie de Saxe et Adélaïde de Teck, Marie hérité du duché de Juliers et de Berg à la mort de son père en 1511. Par son mariage avec Jean III de Clèves en 1509, ses titres et successions sont fusionnés avec le duché de Clèves quand Jean en hérite en 1521. Ce duché uni subsiste jusqu'en 1666.
En dépit des violents mouvements luthériens qui agitent ses terres, Marie reste une catholique stricte et traditionaliste, peu partisane de l'éducation des princesses et des femmes nobles, ce qui est désormais la norme pour la noblesse et la gentry anglaises. Antonia Fraser, dans The Wives of Henry VIII, suggère que l'une des raisons pour lesquelles Henri VIII n'eut aucune affinité avec sa jeune épouse est que, contrairement à ses deux premières femmes et à de nombreuses dames de la cour qui l'entourent, Anne ne possède aucune culture ni en musique, ni en poésie, ni en langues étrangères. La duchesse Marie elle-même ne semble pas avoir favorisé l'envoi de sa fille en Angleterre. Elle écrit dans une correspondance ultérieure qu'elle aime tellement sa fille qu'elle « répugnait à la laisser la quitter ».
La duchesse Marie meurt le 29 août 1543.

## Mariage et descendance
En 1509, Marie épousa Jean III de Clèves. Ils eurent quatre enfants :
- Sibylle de Clèves (1512-1554), qui épousa Jean-Frédéric de Saxe ;
- Anne de Clèves (1515-1557), qui épousa Henri VIII d'Angleterre ;
- Guillaume de Clèves (1516-1592), qui fut duc de Juliers-Clèves-Berg et épousa Jeanne d'Albret en premières noces, puis Marie d'Autriche ;
- Amélie de Clèves (1517-1586).